# Jerome Moross
Jerome Moross est un compositeur et chef d'orchestre américain, né à New York le 1er août 1913, décédé d'un accident cardio-vasculaire à Miami (Floride) le 27 juillet 1983.

## Biographie
Après sa formation, il s'illustre dans quatre secteurs :
- Au cinéma, il est d'abord arrangeur et orchestrateur, dans les années 1940, de nombreuses partitions écrites par des confrères (ainsi, Honni soit qui mal y pense - 1947 - ou Jeanne d'Arc - 1948 -), avant de composer lui-même les musiques de seize films, entre 1948 et 1969, dont plusieurs westerns. Sa musique de film la plus connue est sans doute celle pour Les Grands Espaces (1958), d'une grande ampleur symphonique.
- Pour la télévision, il compose plusieurs thèmes de séries, entre 1960 et 1967, notamment Gunsmoke (1961) et La Grande Caravane (1963-1964).
- Pour le théâtre, à Broadway, il écrit en 1935, conjointement avec Hanns Eisler et Alex North, la partition d'une "pièce avec musique" de Bertolt Brecht, Mother, interprétée entre autres par Lee J. Cobb. Puis il compose seul les musiques de comédies musicales, Ballet Ballads (comprenant trois pièces d'un acte) en 1948, et The Golden Apple en 1954, toujours pour Broadway.
- Enfin, il est l'auteur de plusieurs œuvres "classiques", dont des musiques de ballets (Paul Bunyan, an American Saga en 1935, Frankie and Johnny en 1938...), une symphonie (en 1942, créée l'année suivante par Thomas Beecham), un opéra (Sorry, wrong Number en 1977), un quintette avec piano en 1964, un concerto pour flûte et orchestre à cordes (ou pour flûte et quatuor à cordes) en 1978, ou encore une Biguine pour orchestre en 1934 (liste non exhaustive : voir le site officiel - lien externe -).

## Filmographie (cinéma)
- 1948 : Close-up de Jack Donohue
- 1951 : When I grow up de Michael Kanin
- 1952 : La Ville captive (The Captive City) de Robert Wise
- 1955 : Les Sept Merveilles du monde (Seven Wonders of the World) de Tay Garnett et Paul Mantz (musique coécrite avec David Raksin, Sol Kaplan et Emil Newman)
- 1956 : Opération requins (en) (The Sharkfighters) de Jerry Hopper
- 1958 : Le Fier Rebelle (The Proud Rebel) de Michael Curtiz
- 1958 : Les Grands Espaces (The Big Country) de William Wyler
- 1959 : Violence au Kansas (The Jayhawkers !) de Melvin Frank
- 1960 : Les Aventuriers du fleuve (The Adventures of Huckleberry Finn) de Michael Curtiz (+ direction musicale)
- 1960 : Le Commando de destruction (The Mountain Road) de Daniel Mann
- 1962 : Five Finger Exercise de Daniel Mann
- 1963 : Le Cardinal (The Cardinal) d'Otto Preminger
- 1965 : Le Seigneur de la guerre (The War World) de Franklin J. Schaffner
- 1968 : Rachel, Rachel de Paul Newman (+ direction musicale)
- 1969 : La Vallée de Gwangi (The Valley of Gwangi) de Jim O'Connolly (+ direction musicale)
- 1969 : Hail, Hero! de David Miller